# Say (All I Need)
"Say (All I Need)" is de derde single van de poprock band OneRepublic van hun debuutalbum Dreaming Out Loud. Het is in de Rocket Carousel Studios te Culver City opgenomen en geproduceerd door Greg Wells (onder andere Mika, Rufus Wainwright).

## Videoclip
De videoclip is deels zwart-wit en is gefilmd in Parijs, Frankrijk. Het begint met zanger Ryan Tedder die een huis uitloopt. Hij loopt door de stad langs belangrijke plaatsen waaronder de Sacré-Cœur terwijl de rest van de band op verschillende plaatsen in de stad te zien zijn, meestal bij bouwwerken die met graffiti beklad zijn.

## Tracklist
1. "Say (All I Need)"
2. "Mercy" (Duffy's cover bij Radio 1 Live Lounge session)

## Hitnotering

### Nederlandse Top 40
| Hitnotering: 05-07-2008 t/m 19-07-2008 | Hitnotering: 05-07-2008 t/m 19-07-2008 | Hitnotering: 05-07-2008 t/m 19-07-2008 | Hitnotering: 05-07-2008 t/m 19-07-2008 | Hitnotering: 05-07-2008 t/m 19-07-2008 |
| Week                                   | 1                                      | 2                                      | 3                                      |                                        |
| -------------------------------------- | -------------------------------------- | -------------------------------------- | -------------------------------------- | -------------------------------------- |
| Nummer                                 | 36                                     | 32                                     | 34                                     | uit                                    |